# Moliets-et-Maa
Moliets-et-Maa (teilweise auch in der Schreibweise -Maâ; okzitanisch Moliets e Mar) ist eine französische Gemeinde mit 1303 Einwohnern (Stand 1. Januar 2022) auf 27,7 km². Sie liegt in der Nähe der Atlantikküste und gehört zum Arrondissement Dax im Département Landes in der Region Nouvelle-Aquitaine.
Moliets-et-Maa ist zweigeteilt: der alte Ortskern liegt etwa drei Kilometer landeinwärts, eingebettet in die regionstypischen Kiefernwälder. Direkt an der Küste liegt Moliets-Plage, das touristische Zentrum des Ortes; es ist bei Strandurlaubern und insbesondere Windsurfern und Wellenreitern beliebt. In Moliets-Plage befinden sich zwei Campingplätze und mehrere Bungalowanlagen. Neben dem überall frei zugänglichen, breiten und feinsandigen Strand befindet sich ein Golfplatz mit einem Par 72 18-Loch-Parcours und einem Par 31 9-Loch-Parcours. Ferner existieren mehrere Tennisplätze, Beachvolleyballanlagen und eine Skate-Box.

## Bevölkerungsentwicklung
| Jahr      | 1962 | 1968 | 1975 | 1982 | 1990 | 1999 | 2009 | 2017 |
| Einwohner | 309  | 315  | 328  | 347  | 420  | 609  | 888  | 1170 |